# Jewgeni Pawlowitsch Raphof
Jewgeni Pawlowitsch Raphof (russisch Евгений Павлович Рапгоф; * 13. Augustjul. / 25. August 1859greg. in St. Petersburg; † 17. März 1919 in Petrograd) war ein russischer Pianist und Musikpädagoge.

## Leben
Raphof schloss 1880 das Studium bei Wladimir Puchalski und Karel van Ark am Sankt Petersburger Konservatorium als Pianist ab. Anschließend studierte er weiter bei Theodor Leschetizky in Wien. Er konzertierte in Russland und eröffnete 1882 in St. Petersburg die Musikkurse (Raphof-Kurse), die er viele Jahre lang leitete. Ab 1894 lehrte er auch am Nikolai-Institut für Waisenkinder in Gattschina und wurde 1898 Musikinspektor.
1888–1898 war Raphof Musikkritiker des Sankt Petersburger Herolds. Raphof stellte viele Sammelwerke für Musikstudierende zusammen, darunter sechs Etüdensammlungen, sechs Große Technikschulen und die Recueil des compositions classiques et modernes mit 200 Klavierstücken.
Neben anderen organisierte Raphof zu Beginn der 1900er Jahre Grammophon-Konzertaufnahmen. Er setzte sich sehr für die Schallplatte als Mittel der Verbreitung von Musik ein und veröffentlichte ein Buch über die Pianophilen und Pianophoben mit Aufsätzen über Schallplatten.
Nach der Oktoberrevolution lehrte er an der 7. Bezirksmusikschule.
Raphofs Bruder Ippolit (1860–1918) war Musiker, Musikkritiker und Schriftsteller mit dem Pseudonym Graf Amori.